# Phuong Soksana
Phuong Soksana (Phnom Penh, 2 marzo 1992) è un calciatore cambogiano, di ruolo centrocampista.